# سيبيوس

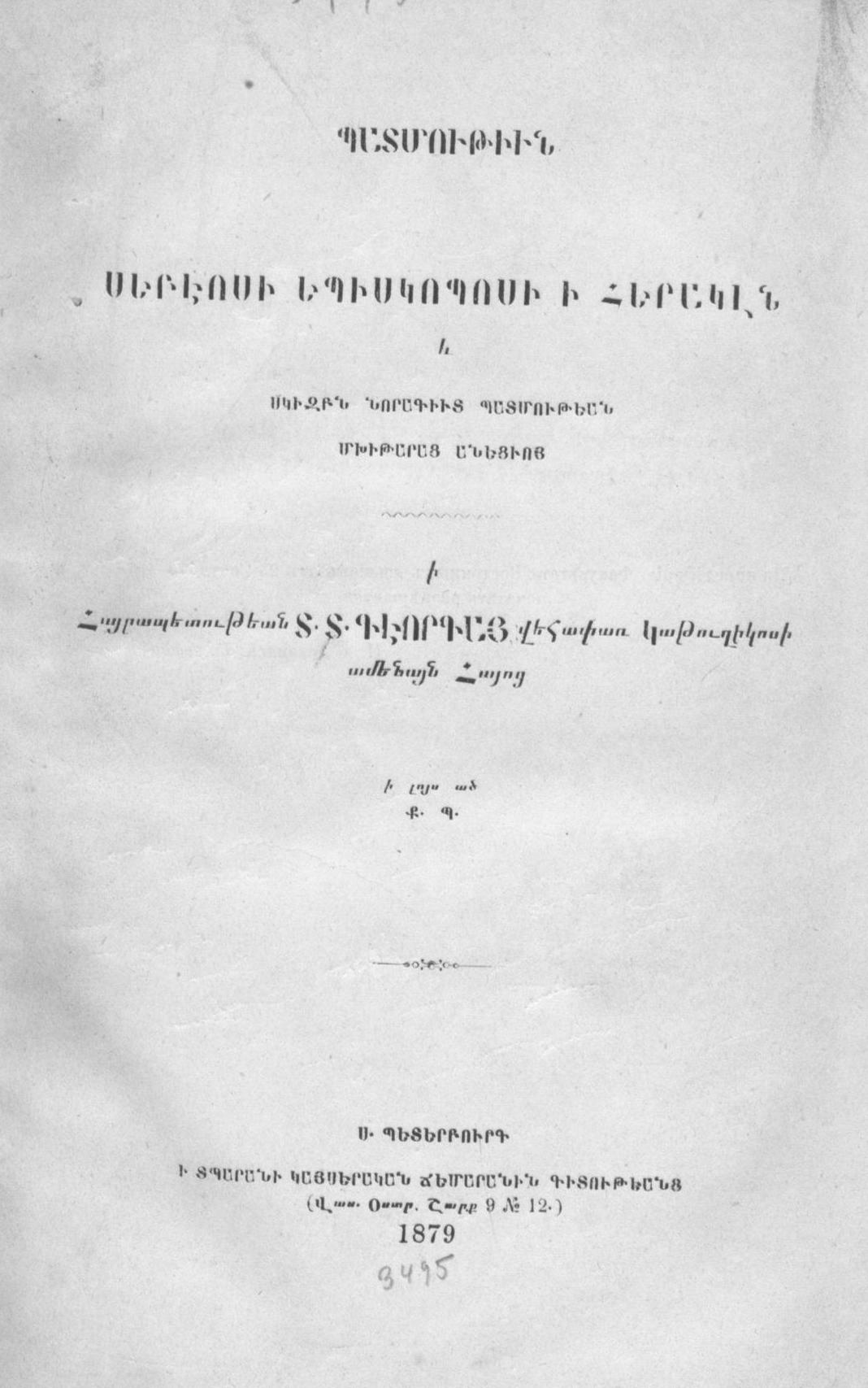

سيبيوس أو سبيوس (بالأرمينية Սեբեոս) كان أسقف أرميني ومؤرخ عاش في النصف الثاني من القرن السابع. لفترة طويلة كان يعتبر مؤلفًا لكتاب تاريخ هرقل (بالأرمينية Patmowt’iwn i Herakln). إلا أنه في البحث الحديث ينسب النص ذي الصلة لمؤلف مجهول، وبالتالي يشار إلى العمل التاريخي باسم سبيوس المنحول . يحتوي العمل على معلومات مهمة حول الأحداث في شرق البحر المتوسط في القرن السابع، إذ تستند المقاطع ذات الصلة على أساس من مصادر جيدة.

## العمال
عنوان العمل التاريخي «تاريخ هرقل» ضيق ومضلل للغاية لأن المعلومات عن الإمبراطور البيزنطي هرقل (حكم. 610-641) تمثل الجزء الأصغر من المحتوى الرئيسي الذي يصور التاريخ الأرمني من نهاية القرون السادس حتى عام 661 م. يتعامل العمل مع حكام أرمينيا، ويحتوي على معلومات حول الأحداث في المجتمع المجاور للإمبراطورية الرومانية الشرقية تحت حكم الإمبراطور هرقل وخاصة في الإمبراطورية الفارسية الساسانية في أواخر العصور القديمة. يورد النص أخبارًا عن حروب الساساني خسرو الثاني ويصف بداية التوسع العربي حتى سقوط الإمبراطورية الساسانية. وبما أنه فيما عدا بعض النقوش وسير القديسين، لا توجد أي مصادر معاصرة عن التاريخ الأرمني والفارسي من القرنين السادس والسابع، فإن أهمية كبيرة تعلق على «تاريخ هرقل» . وهذا ينطبق أيضًا على السنوات الأولى من التوسع الإسلامي، خاصة وأن المنقولات العربية جرى تدوينها بعد ذلك بكثير.
يستخدم النص في البحث الحديث كمصدر قيم للأحداث في أواخر القرن السادس والسابع. من بين أمور أخرى، تجري محاولات إجراء تأريخ دقيق للأحداث. على سبيل المثال، يبدأ الفصل 45 (عند طومسون / هوارد جونستون، ص 111): «في السنة الثانية من حكم قسطنطين، في اليوم 23 من شهر هوري، في يوم الأحد عند الغسق. . .» التاريخ يقابل العاشر من آب سنة 643 م. ويصف انتصار الأمير الأرميني ثيودوروس رشتوني Theodoros Rštuni على الغزاة العرب. يحتوي العمل أيضًا على إشارات إلى تأريخ مباني الكنائس الأرمنية المسيحية المبكرة، والتي جرى تشيد العديد منها في النصف الأول من القرن السابع الميلادي. في مواضع آخر من النص، تعكس الأوصاف كذلك معلومات من مصادر أخرى باقية. ويبدو أن صاحب النص تمكن من الوصول إلى عدة مصادر، بما في ذلك وثائق رسمية.
يسبق الجزء الرئيسي من النص مقدمة، يفترض أنها من عمل مؤلف آخر، والتي لا تتعلق مباشرة بالفترة المعروضة أدناه. تتكون هذه المقدمة بدورها من ثلاثة أجزاء: أولاً، يذكر الجزء الأول أساطير السلف الأرمني هايك ونسله. يورد الجزء الثاني مسردًا للملوك البارثيين والأرسكيين. يُشار إلى هذين الجزأين في النص على أنه «التاريخ القديم» (naxneac'n patmowt'iwn ، أي «عصور عتيقة»، يُعرف باللغة الإنجليزية باسم «التاريخ الأولي لأرمينيا»). ثم تُعرض الأحداث من عهد الملك بهرام شابور Vramshapur (حكم 401-417 م) الذي حكم برسارمينيا (منطقة أرمينا تحت السلطة الساسانية) حتى نهاية القرن السادس م. هناك أيضًا تسلسل زمني للحكام البيزنطيين والساسانيين. وبهذا جرى في المقدمة تلخيص 200 عام تقريبًا في 18 صفحة.
في المقابل، جرى توسيع الجزء الرئيسي من القصة على نطاق واسع من عام 590 م، منذ اعتلى الملك الكبير خسرو الثاني العرش، حتى عام 661 م، حين أصبح معاوية الأول الخليفة الأول بين الأمويين. قام الناشر الأول للنص الأرمني، تاديوس ميهرداتان T’adeos Mihrdatean ، بتقسيم نص المخطوطة إلى ثلاثة أجزاء، مع اعتبار الجزء الثالث فقط بمثابة العمل التاريخي لسيبيوس. في الأبحاث حاليًا يجري التعامل مع هذا الجزء الثالث فقط كنص مصدر ذي صلة، ويشار إليه باسم سبيوس المنحول . قسم ميهرداتان هذا النص إلى 38 فصلاً، وقسمه الناشر ملكسيان Malkhasean في عام 1939 م مرة أخرى إلى 45 فصلاً (و52 فصلاً لنص المخطوطة بأكمله).
لأن عنوان «تاريخ هرقل» غير صحيح، يشك طومسون Robert W. Thomson وهوارد-جونستون James Howard-Johnsto في أن يكون تأليف لكاتب أرمني يدعى سيبيوس ويفضلون تسمية العمل «تاريخ خسرو»، وبالتالي، يوصف المؤلف المجهول على أنه سيبيوس المنحول . يتوجب تمحيص هوية الأسقف سيبيوس بطريقة مماثلة لهوية المؤرخين الأرمن الأوائل الآخرين. يعتقد طومسون وهوارد جونستون، اللذان درسا النص ومشاكله بالتفصيل، أن الجزئين الأولين من العمل كُتبا في وقت لاحق. وفي بداية القرن التاسع عشر فقط، مُنح النص المُغفَل تدريجيًا عنوان «تاريخ هرقل» وارتبط بمؤلف يدعى سيبيوس.ومع ذلك، هذا لا يغير من حقيقة أن الجزء الثالث الأصلي، والذي يسمى سبيوس المنحول ، يستند إلى مصادر جيدة على ما يبدو ويقدم وصفًا عامًا موثوقًا للأحداث من نهاية القرن السادس إلى منتصف القرن السابع. ويظهر ذلك من خلال المقارنة مع المصادر الموازية التي تثبت جودة المعلومات في سبيوس المنحول 
كان تاديوس ميهرداتان أول من نشر النص في اسطنبول عام 1851م. تحت عنوان «تاريخ الأسقف سيبيوس عن هرقل» . وقد استند إلى مخطوطتين مُغفَلتين من القرنين السادس عشر والسابع عشر ميلادي لم تكونا مزويتين بعنوان. كُتبت إحدى المخطوطات في دير بيتليس المعمداني عام 1672، ومصنفة تحت رقم 2639 في متحف ماتنادران في يريفان؛ واستخدامت المخطوطة القديمة لإصدار عام 1851م، لكنها فقدت ولم تعد محفوظة اليوم. في عام 1833، حدد الراهب شخاتونوف Jean Chakhatounof النص بأنه من تأليف سيبيوس. وكان سبق له في رسالة من عام 1831 أن تحدث حول «تاريخ سيبيوس» فيما يتعلق بكنيسة سفارتنوس. بالإضافة إلى ذلك، استخدم ميهرداتان مخطوطة ثانية من عام 1568 م، والتي فقدت الآن. كما ذكرنا سابقًا، لم يعد هذا التعريف صحيحًا اليوم. تعود جميع إصدارات وترجمات الجزء الثالث (سبيوس المنحول) إلى المخطوطة 2639 الوحيدة الباقية.
في الأبحاث، تم الاعتراف بالترجمة الإنجليزية التي كتبها طومسون وهوارد-جونستون كمساهمة كبيرة، وتحل ترجمتهما محل جميع الترجمات القديمة، والمعلومات المقدمة هناك أساسية لأي دراسة أخرى لمحتوى النص.

## الاصدارات والترجمات
- F. Macler: Histoire d’Héraclius par l’évêque Sebéos. Imprimerie Nationale. Paris 1904 (أرشيف الإنترنت).
- GV Abgarian: Parmut'iwn Sebeosi . يريفان 1979 (الطبعة الأرمنية النقدية).
- روبرت بيدروسيان: تاريخ سيبيوس. 1985 (عدد الفصول وفقًا لـ F. Macler 1904).
- روبرت دبليو طومسون (ترجمة)، جيمس هوارد-جونستون (تعليق): التاريخ الأرميني المنسوب إلى سيبيوس . مجلدان (نصوص مترجمة للمؤرخين). مطبعة جامعة ليفربول، ليفربول 1999، ISBN 0-85323-564-3 (ترجمة إنجليزية مهمة مع مقدمة شاملة، تعليق تاريخي مفصل وعدد فصول جديد).

## المؤلفات
- م.كريستين أرات: المطران سيبوس وأقوال الأرمن الأولى عن الإسلام. في: المسق 6 (1993)، ص 107 - 129.
- جوزيف ديفيد سي فريندو: سيبيوس والتقاليد التاريخية الأرمينية في سياق العلاقات البيزنطية الإيرانية. في: Peritia 4 (1985)، ص 1-20.
- تيم جرينوود: تاريخ سيبيوس. في: ديفيد توماس، Barbara Roggema (ed.): العلاقات المسيحية الإسلامية. تاريخ ببليوغرافي. الجزء الأول. ليدن / بوسطن 2009، ص 139-144.
- تيم غرينوود: أصداء ساسانية وتوقعات نهاية العالم. إعادة تقييم التاريخ الأرميني المنسوب إلى سيبيوس. في: Le Muséon 115، 2002، ص 323-397.
- كلاوديو جوجيروتي (محرر.): ستوريا. سيبيوس. (= يوراسياتيكا. Quaderni del Dipartimento di studi eurasiatici، Università degli studi di di Venezia. المجلد 4)، فيرونا 1990.
- جيمس هوارد جونستون: شهود على أزمة عالمية. مؤرخون وتاريخ الشرق الأوسط في القرن السابع . أكسفورد 2010، ص 71 وما بعدها.
- جيمس د. هوارد جونستون: المؤرخون الأرمن في هرقل. فحص أهداف ومصادر وأساليب عمل Sebeos and Movses Daskhurantsi. في: Gerrit J. Reinink ، Bernard H. Stolte (ed.): عهد هرقل (610-641). الأزمة والمواجهة (= دراسات جرونينجن في التغيير الثقافي. المجلد 2). Peeters ، Leuven 2002، ISBN 90-429-1228-6، ص 41-62.
- جان بيير ماهي: ملاحظات نقدية على المقتطفات المحررة حديثًا من سيبيوس. في: توماس ج. صموئيل، مايكل إي ستون (محرر.): الثقافة الأرمنية في العصور الوسطى (= النصوص والدراسات الأرمنية.) المجلد 6). باحثون، شيكو 1984، ISBN 0-89130-642-0، ص 218-239.